# Cantonul Astaffort
Cantonul Astaffort este un canton din arondismentul Agen, departamentul Lot-et-Garonne, regiunea Aquitania, Franța.

## Comune
- Astaffort (reședință)
- Caudecoste
- Cuq
- Fals
- Layrac
- Saint-Nicolas-de-la-Balerme
- Saint-Sixte
- Sauveterre-Saint-Denis